# Uniwersytet Kalifornijski w Riverside
Uniwersytet Kalifornijski w Riverside (ang. University of California, Riverside) – amerykańska uczelnia z siedzibą w Riverside w stanie Kalifornia, jeden spośród dziesięciu kampusów Uniwersytetu Kalifornijskiego. 
Budowę uniwersytetu rozpoczęto w lipcu 1952 roku. 24 grudnia 1953 oddano do użytku bibliotekę uniwersytecką, a 15 lutego 1954 miały miejsce pierwsze zajęcia. Barwy uczelni to niebieski i złoty. Jesienią 2016 liczba studentów wynosiła 22 921, a w rankingu amerykańskich uniwersytetów w 2017 uczelnia uplasowała się na 118. pozycji. 
Drużyny sportowe tego uniwersytetu noszą nazwę UC Riverside Highlanders i od marca 2000 występują w NCAA Division I. Grając w NCAA Division II, drużyny akademickie Highlanders wywalczyły cztery tytuły NCAA: baseballowa w 1977 i 1982 oraz sekcja siatkówki kobiet w 1982 i 1986.